# Francis R. Smith
Francis Raphael Smith (* 25. September 1911 in Philadelphia, Pennsylvania; † 9. Dezember 1982 ebenda) war ein US-amerikanischer Politiker. Zwischen 1941 und 1943 vertrat er den Bundesstaat Pennsylvania im US-Repräsentantenhaus.

## Werdegang
Francis Smith besuchte die öffentlichen Schulen seiner Heimat und danach bis 1929 die Roman Catholic High School, ebenfalls in Philadelphia. Daran schloss sich bis 1933 ein Studium am dortigen Saint Joseph’s College an. Schließlich studierte er bis 1938 an der Temple University Jura. In den Jahren 1938 und 1939 war er als Bankprüfer im Dienst der Staatsregierung von Pennsylvania. Gleichzeitig schlug er als Mitglied der Demokratischen Partei eine politische Laufbahn ein. 1938 kandidierte er erfolglos für das Repräsentantenhaus von Pennsylvania.
Bei den Kongresswahlen des Jahres 1940 wurde Smith im fünften Wahlbezirk von in das US-Repräsentantenhaus in Washington, D.C. gewählt, wo er am 3. Januar 1941 die Nachfolge des Republikaners Fred C. Gartner antrat. Da er im Jahr 1942 nicht bestätigt wurde, konnte er bis zum 3. Januar 1943 nur eine Legislaturperiode im Kongress absolvieren. Diese war von den Ereignissen des Zweiten Weltkrieges geprägt.
Zwischen 1943 und 1945 war Francis Smith US Marshal für den östlichen Teil des Staates Pennsylvania; von 1945 bis 1952 leitete er die Steuerbehörde in Philadelphia. Danach war er zwischen 1955 und 1963 Staatsbeauftragter für das Versicherungswesen. Von 1965 bis 1968 fungierte er als lokaler Parteivorsitzender der Demokraten in Philadelphia. Außerdem war er Mitglied einer Kommission zur Änderung des Steuerrechts dieser Stadt. Francis Smith starb am 9. Dezember 1982 in Philadelphia, wo er auch beigesetzt wurde.